# Microrégion de Vilhena

Localisation de la microrégion de Vilhena

La microrégion de Vilhena est l'une des six microrégions qui subdivisent l'est de l'État du Rondônia au Brésil.
Elle comporte 6 municipalités qui regroupaient 118 734 habitants en 2006 pour une superficie totale de 26 583 km2.

## Municipalités[1]
- Chupinguaia
- Parecis
- Pimenta Bueno
- Primavera de Rondônia
- São Filipe d'Oeste
- Vilhena